# Neotrachystola maculipennis
Neotrachystola maculipennis là một loài bọ cánh cứng trong họ Cerambycidae.